# Placa de Pascua
La placa de Pascua es una placa tectónica del océano Pacífico situada al oeste de la Isla de Pascua, en la V Región de Chile; limita con la de placa de Nazca y con la del Pacífico. 
Por su tamaño relativamente pequeño, a esta placa oceánica se la adscribe al tipo de las «microplacas».

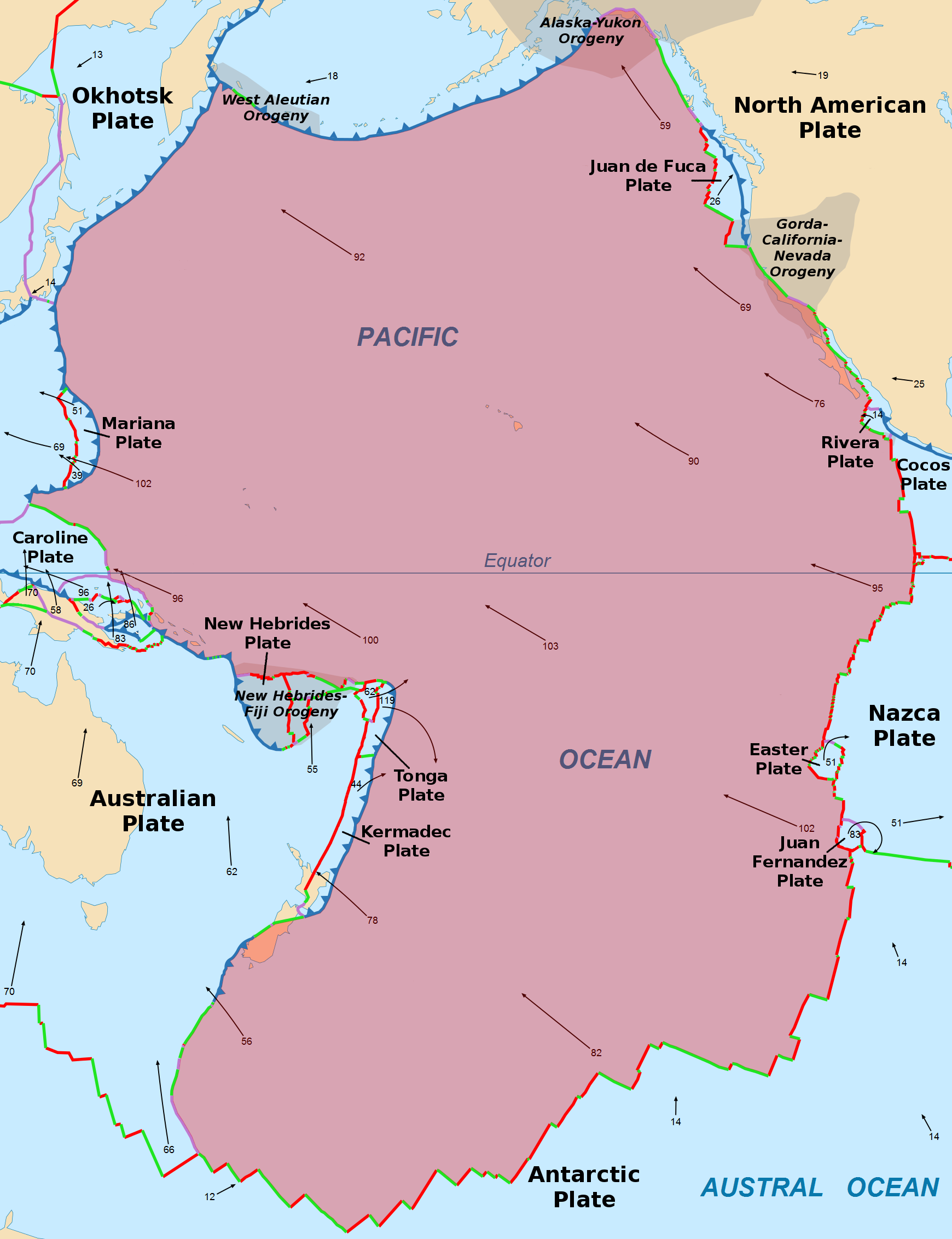
Mapa de la placa de Pascua y sus placas vecinas (en francés)

## Introducción
La Placa de Pascua es una microplaca tectónica ubicada al oeste de la Isla de Pascua, frente a la costa oeste de Sudamérica en medio del Océano Pacífico, limitando al este con la Placa de Nazca y al oeste con la Placa del Pacífico. Fue descubierta al observar distribuciones de terremotos que estaban desplazadas de la previamente percibida frontera divergente Nazca-Pacífico. Esta joven placa tiene 5.25 millones de años y se considera una microplaca debido a su pequeño tamaño con un área de aproximadamente 160 000 kilómetros cuadrados (61 776,1 mi²). La expansión del fondo oceánico a lo largo de las fronteras de la microplaca de Pascua tiene algunas de las tasas más altas del mundo, que van desde 50 a 140 milímetros (2 a 5,5 plg)/año.

## Estructura y tectónica (presente)
Desde los años 1970 hasta los años 1990, se realizaron múltiples esfuerzos para recopilar datos sobre el área, incluyendo varios estudios de anomalía magnética y anomalía gravitacional. Estos estudios muestran que la placa de Pascua es excepcionalmente poco profunda, bordeada por centros de expansión y límites transformantes, con una unión triple ubicada en el extremo sur y norte.
A lo largo del borde oriental, hay varios centros de expansión al sur de los 27° S y 3 propagación de grieta hacia el norte de los 27° S. El eje más al norte es un graben que alcanza una profundidad de aproximadamente 6000 m. La propagación hacia el norte de las grietas orientales es continua a una velocidad de 150 milímetros (5,9 plg)/año. La cresta de expansión entre 26° S y 27° S tiene una tasa de expansión de 120 milímetros (4,7 plg)/año, pero es asimétrica del lado de la Placa de Nazca. Los datos de batimetría muestran que la profundidad es de 2100 metros (6889,8 pies) cerca de los 26°30' S y se profundiza progresivamente hacia el norte, alcanzando profundidades de 3300 metros (10 826,8 pies) en un valle axial. Hay aproximadamente un 25 kilómetros (15,5 mi) de brecha en el extremo norte de la grieta este sin ninguna grieta que conecte el límite norte con el límite este.
El borde norte tiene amplias crestas, de más de 1 km de altura, enlazadas lado a lado con las pendientes más empinadas hacia el sur. La zona del sur se encuentra más profunda que las áreas hacia el norte. El extremo muy oriental del borde norte tiene un movimiento puro de deslizamiento en rumbo, mientras que el extremo occidental está marcado por la triple unión Pacífico-Nazca-Pascua. Esta triple unión es una zona de fractura estable con terremotos anómalos que ocurren en la porción noreste, lo que indica un posible segundo eje de expansión. El resto del límite norte hacia el este y oeste de la triple unión son límites transformantes colineales. Una fosa, de aproximadamente 3700 metros (12 139,1 pies) de profundidad, bordea el norte a lo largo de este límite transformante hacia el este conectándose a un hoyo de 5300 metros (17 388,5 pies) de profundidad, llamado "Pito Deep" debido a su proximidad con el monte submarino Pito, en el límite noreste.
El borde occidental se divide en dos partes. La sección oeste tiene 2 segmentos de expansión que corren de norte a sur con tasas de expansión que van desde aproximadamente 120 a 140 milímetros (4,7 a 5,5 plg)/año. Estos segmentos están conectados por fallas transformantes sinistrales alrededor de los 14°15' S. Una cuenca de relé corre de norte a sur a lo largo del segmento más al sur como resultado de la rotación pasada en sentido contrario a las agujas del reloj. El suroeste consiste en un solo centro de expansión más lento (50 a 90 milímetros (2 a 3,5 plg)/año) que corre de noroeste a sureste hasta unirse al límite transformante sur.
Al igual que el extremo occidental del borde norte, el extremo sur también tiene una triple unión rift-rift-fractura inferida, pero aún no

## Evolución
En 1995, se utilizaron datos rutinarios magnéticos, de gravedad y de eco-sonda científica, complementados con datos de GLORIA (un sonar de barrido lateral de largo alcance), Sea Beam alemán, SeaMARC II y datos del World Data Center en Boulder, CO para construir un modelo de dos etapas para la evolución de la microplaca de Pascua.

### Etapa 1: Hace 5.25 a 2.25 millones de años
Aproximadamente hace 5.25 millones de años, el límite entre las placas del Pacífico y de Nazca no estaba conectado y no separaba completamente las dos placas. La microplaca de Pascua comenzó a crecer de norte a sur durante este período. La fisura oriental, aún no conectada a la fisura occidental, comenzó a propagarse hacia el norte mediante pseudofallas que aparecen al oeste y al este de la fisura, continuando hasta aproximadamente hace 2.25 millones de años cuando la punta alcanzó los 23° S. Mientras esto ocurría, la fisura occidental se propagaba hacia el sur, al norte de la fisura oriental, dividiéndose en segmentos conectados por fallas transformantes que se orientan hacia el suroeste. Toda la microplaca continuó rotando en sentido antihorario a una velocidad de 15° cada millón de años a lo largo de toda la historia de la microplaca de Pascua.

### Etapa 2: Desde hace 2.25 millones de años hasta la actualidad
La microplaca de Pascua creció a una velocidad más lenta en la dimensión este-oeste durante este período, ya que dejó de crecer de norte a sur debido a la cesación de la propagación de la fisura oriental. La fisura oriental continuó con la propagación angular mientras mantenía la misma tasa de crecimiento, pero no se propagó más hacia el norte. La fisura occidental continuó ajustándose con más segmentación hasta que la fisura suroeste comenzó a abrirse y propagarse hacia el este. La fisura suroeste continuó su propagación hasta crear el actual triple cruce del sur.

### Predicciones futuras
Aunque otros modelos de evolución han argumentado que la microplaca se creó hace aproximadamente 4.5 millones de años, actualmente solo existe una hipótesis para la evolución futura de la microplaca de Pascua. Se cree que debido a las tasas de propagación más lentas en la fisura suroeste y en el extremo norte de la fisura oriental, la fisura suroeste y la fisura occidental cesarán la actividad de propagación y transferirán completamente la microplaca desde la Placa de Nazca a la Placa del Pacífico. Esto ha ocurrido en otras áreas donde se han realizado extensos estudios de propagación de fisuras.

## Dinámica

### Fuerzas motrices
La divergencia de las placas de Nazca y del Pacífico genera una fuerza de tracción que actúa sobre la microplaca de Pascua, causando su rotación. Se cree que dos tipos de fuerzas motrices actúan en la divergencia de las placas Nazca-Pacífico: la fuerza de cizallamiento y la tensión. Las fuerzas motrices de cizallamiento ocurren a lo largo de los límites norte y sur, lo cual explica los fallos debido a la compresión en el extremo norte de la placa. Las fuerzas motrices de tensión ocurren en las fisuras oriental y occidental. Debido a las rápidas tasas de propagación a lo largo de estos límites, la microplaca de Pascua tiene una litosfera delgada. Las fuerzas normales de tensión aplicadas a lo largo de las fisuras oriental y occidental son suficientes para impulsar la rotación de la microplaca. Debido a la tendencia de estas tasas de propagación a disminuir hacia el norte, se cree que la litosfera se espesa cerca del norte y se cree que las fuerzas de cizallamiento contribuyen a la fuerza motriz total.

### Fuerzas de resistencia
La resistencia del arrastre basal del manto representa el 20% de las fuerzas aplicadas a la microplaca de Pascua. La fuerza de arrastre basal del manto se calcula utilizando la ecuación: {\displaystyle {\vec {F}}_{D}=D{\vec {V}}}, donde {\displaystyle {\vec {F}}_{D}} es la fuerza de arrastre del manto por unidad de área, {\displaystyle D} es la constante de proporcionalidad y {\displaystyle {\vec {V}}} es la velocidad absoluta de la microplaca utilizando un punto caliente fijo como marco de referencia. El valor de {\displaystyle {\vec {F}}_{D}} representa una cuantificación de la fuerza total de resistencia que la astenosfera dúctil aplica a la litosfera frágil que flota encima.
El otro 80% de las fuerzas de resistencia proviene de la rotación de la microplaca de Pascua. A medida que la microplaca rota, se aplican resistencias normales en los extremos norte y sur donde no hay fisuras para ayudar en el ajuste de la microplaca. Tanto la tensión como la compresión contribuyen a la resistencia, pero las fuerzas de compresión a lo largo de los extremos de las fisuras tienen un mayor impacto. Estas fuerzas de compresión son las que crean las regiones elevadas que rodean el "Pito Profundo".